# Mykoła Kłymyszyn
Mykoła Dmytrowycz Kłymyszyn, ukr. Микола Дмитрвоич Климишин, ps. „Nedobytyj”, „Nepoborenyj” (ur. 25 lutego 1909 w Mościskach gmina Wierzchnia powiatu kałuskiego, zm. 4 października 2003 w Detroit) – ukraiński działacz nacjonalistyczny. Doktor literaturoznawstwa. Członek rzeczywisty Towarzystwa Naukowego im. Szewczenki.

## Życiorys
Ukończył gimnazjum w Stanisławowie, w VI klasie wstąpił do UWO, w OUN od jej powstania w 1929. Od 1929 studiował filozofię na Uniwersytecie Jagiellońskim.
Od 1931 roku, przez następne trzy lata, Kłymyszyn i Jarosław Karpyneć utrzymywali kontakty z OUN w Czechosłowacji i przemycali masowo przez granicę czechosłowacko-polską nielegalne na terenie Polski wydawnictwa ukraińskie, w tym nacjonalistyczne czasopisma – „Surmę” i „Rozbudowę nacji”. Działalność Kłymyszyna i Karpyńca znalazła się w początkach 1934 pod obserwacją Policji Państwowej. Jeszcze przed zabójstwem Bronisława Pierackiego, 14 czerwca 1934 Kłymyszyn został aresztowany  w prewencyjnych aresztowaniach członków OUN przeprowadzonych przez policję. W śledztwie konsekwentnie odmawiał składania zeznań.
13 stycznia 1936 skazany na dożywocie za udział w zamachu na ministra spraw wewnętrznych Bronisława Pierackiego, poprzez dostarczenie chloranu potasu do wykonania przez Jarosława Karpyńca bomby, która miała być użyta przez zamachowca Hryhorija Maciejkę i skontaktowanie Mykoły Łebedia z Karpyńcem (rola łącznika między członkami OUN, biorącymi udział w przygotowaniu zamachu).
Uwolniony we wrześniu 1939, do 1941 przebywał w Krakowie. W tym czasie ukończył Szkołę Oficerską im. płk. Konowalca. Od kwietnia 1941 był członkiem Prowodu (Zarządu Głównego) OUN-B.
W 1941 jako dowódca północnej grupy pochodnej OUN-B, kierował wysyłaniem przeszkolonych wojskowo członków OUN na Wołyń i Polesie. 7 września 1941 aresztowany przez Gestapo w Żytomierzu, blisko rok spędził w więzieniach (przy Łąckiego we Lwowie i Więzienie Montelupich w Krakowie). 8 sierpnia 1942 osadzony w niemieckim obozie koncentracyjnym KL-Auschwitz (nr oboz. 57340). W obozie, pracując w komandzie Aufnahme (przyjmowania więźniów) wspólnie z polskimi więźniami z ruchu oporu opracowywał nielegalne listy transportów przyjętych do obozu (później przekazane podziemiu poza KL-Auschwitz). Zwolniony z obozu 19 grudnia 1944 w związku ze zmianą polityki władz III Rzeszy wobec nacjonalistów ukraińskich.
Pozostał w Niemczech po wojnie, w 1945 organizował i kierował terenowym zarządem OUN w zachodnich strefach okupacyjnych Niemiec. Studiował na Wolnym Uniwersytecie Ukraińskim, obronił doktorat z literaturoznawstwa, poświęcony twórczości Bohdana Łepkiego.
W 1949 wyemigrował do USA, w Zarządzie OUN był referentem ds. wychowania młodzieży, następnie sekretarzem i wreszcie przewodniczącym Głównej Rady OUN.
Opublikował dwutomowe pamiętniki W pochodi do woli.

## Wybrane prace
- В поході до волі t. 1  wyd. II. Детройт 1987 (wyd. I 1975)
- В поході до волі: спомини, t. 2, Торонто 1998

## Literatura
- Климишин Микола w: Dovidnyk z istorii Ukrainy, opr. Ihor Pidkova, Roman Shust, Kost Bondarenko; Lviv 1999, Wyd. Lvivskyi derzhavnyi universytet im. Ivana Franka i Vydavnyctvo Heneza, ISBN 978-966-504-237-2
- Adam Cyra, Banderowcy w KL Auschwitz, w: Studia nad faszyzmem i zbrodniami hitlerowskimi, t. XXX, Wrocław 2008, ISBN ISSN 0239-6661, 0137-1126. wersja elektroniczna